# Kromme Mijdrecht (rivier)
De Kromme Mijdrecht is een meanderend riviertje in Nederland, dat loopt van de Grecht in Woerdense Verlaat, via De Hoef, naar de Amstel bij Amstelhoek. Het heeft een lengte van iets meer dan tien kilometer.
Aan deze rivier ligt een dorp in de gemeente De Ronde Venen dat naar de rivier is vernoemd: Kromme Mijdrecht. De Kromme Mijdrecht ligt in het beheergebied van Waterschap Amstel, Gooi en Vecht.

## Ontstaan
De ondergrond van het gebied rondom de Kromme Mijdrecht bestaat uit mariene sedimenten afgezet in een kweldermilieu. Nadat de invloed van de zee was verdwenen doordat de strandwallen aan de kust ongeveer 4.000 jaar geleden aaneengroeiden, verlandden de kreeksystemen en begon veengroei op gang te komen. De Kromme Mijdrecht is na de periode van veenontwikkeling als afwateringsstroom ontstaan.
In het gebied heeft ontwatering en gedeeltelijke vergraving van het veen plaatsgevonden. Als gevolg van inklinking van het omringende land ligt de huidige loop van de Kromme Mijdrecht ongeveer 1,5 tot 2 meter hoger in het landschap.
De Kromme Mijdrecht en omgeving is een redelijk gaaf en representatief veenstroomgebied. Het is daarmee een aardkundig waardevol gebied.

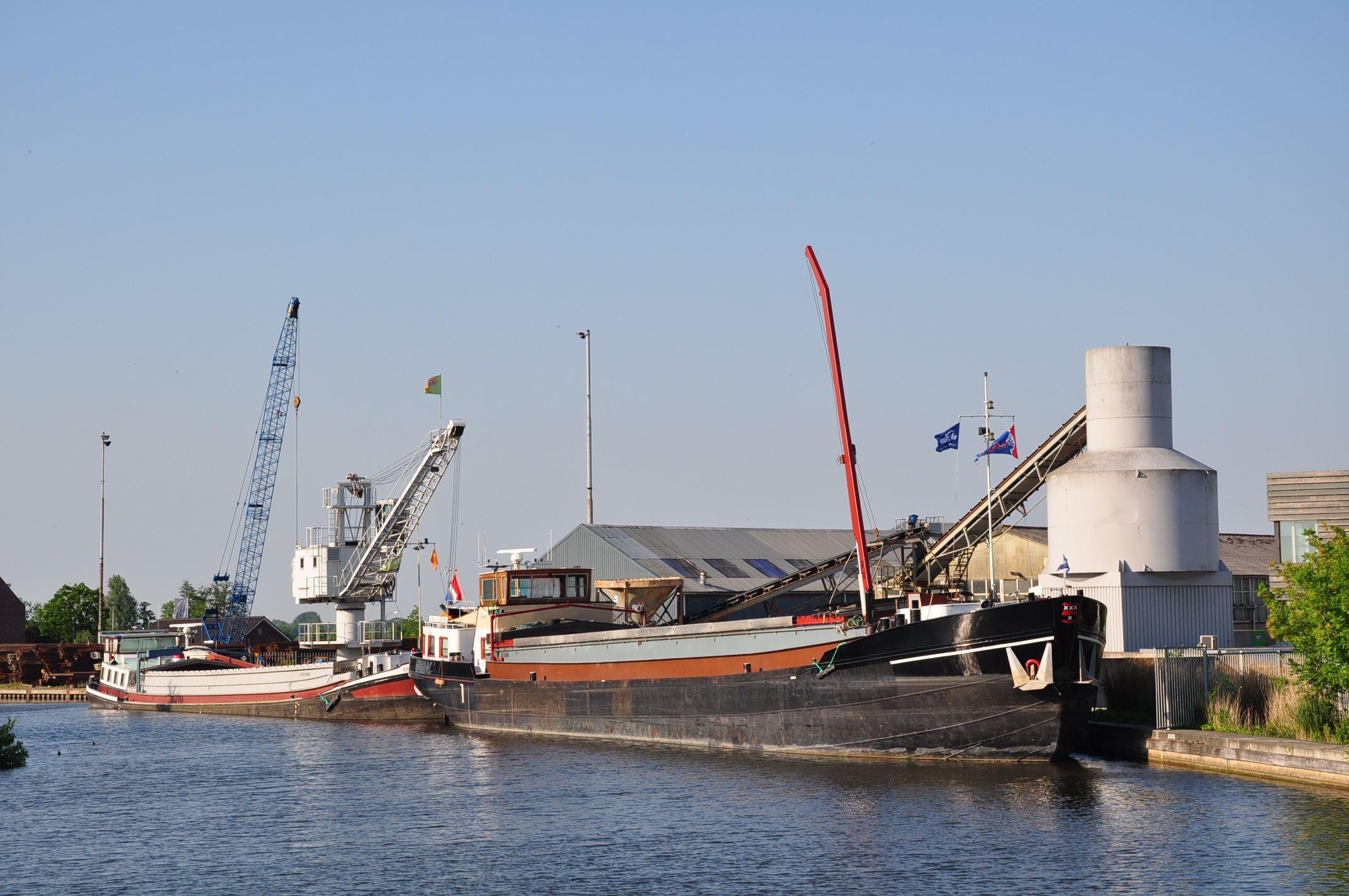
Bedrijventerrein/binnenhaven aan de Kromme Mijdrecht in Woerdense Verlaat
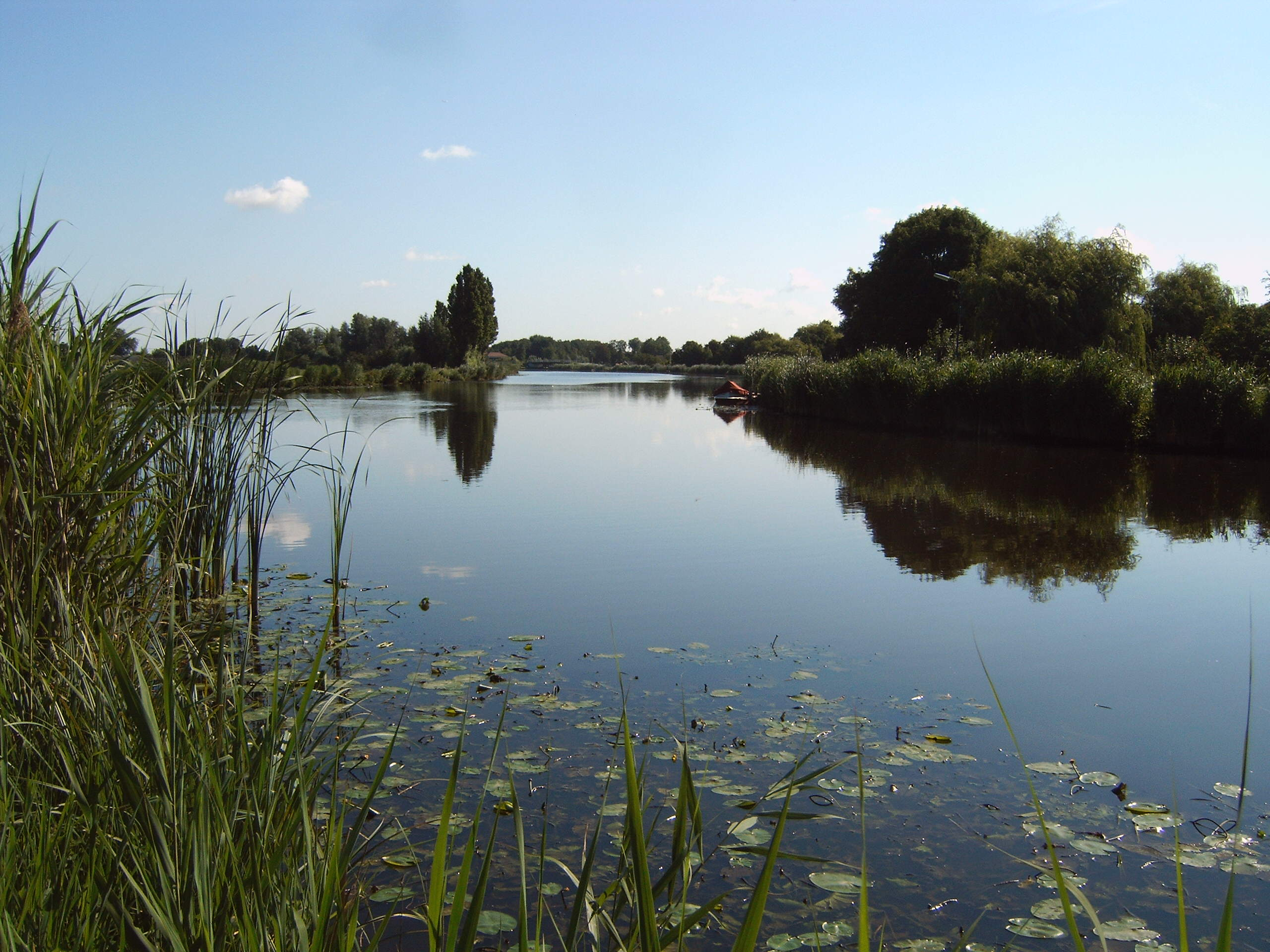
De Kromme Mijdrecht bij De Hoef
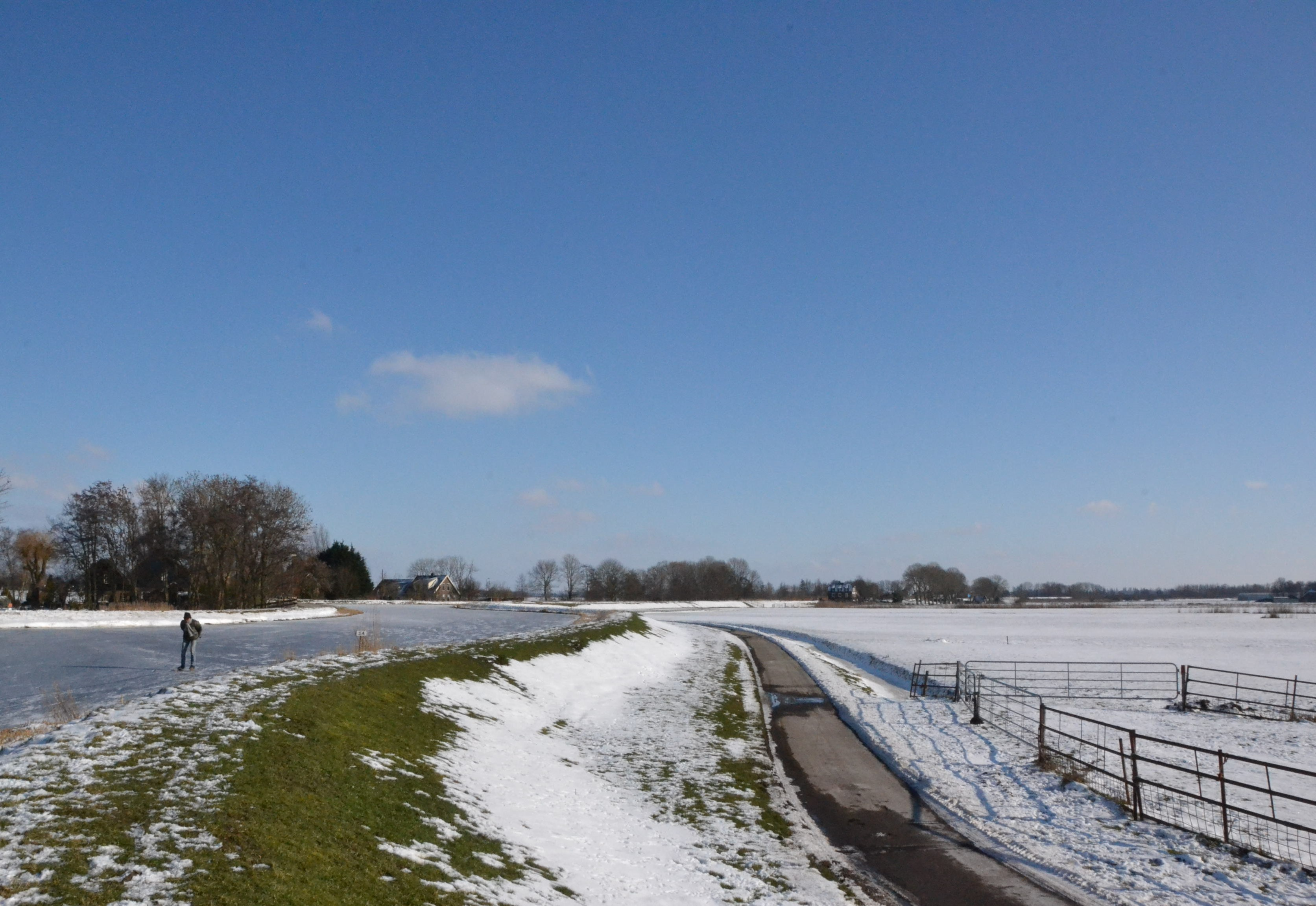
Schaatspret ten zuiden van De Hoef